# Ogród Zoologiczny w Zamościu
Ogród Zoologiczny w Zamościu im. Stefana Milera – jedyny ogród zoologiczny w województwie lubelskim oraz jeden z nielicznych na wschodzie Polski. Mieści się w Zamościu, niedaleko Starego Miasta. Ogród ma powierzchnię 13,8 ha. Zamieszkują go 2524 zwierzęta z 312 gatunków.

## Historia

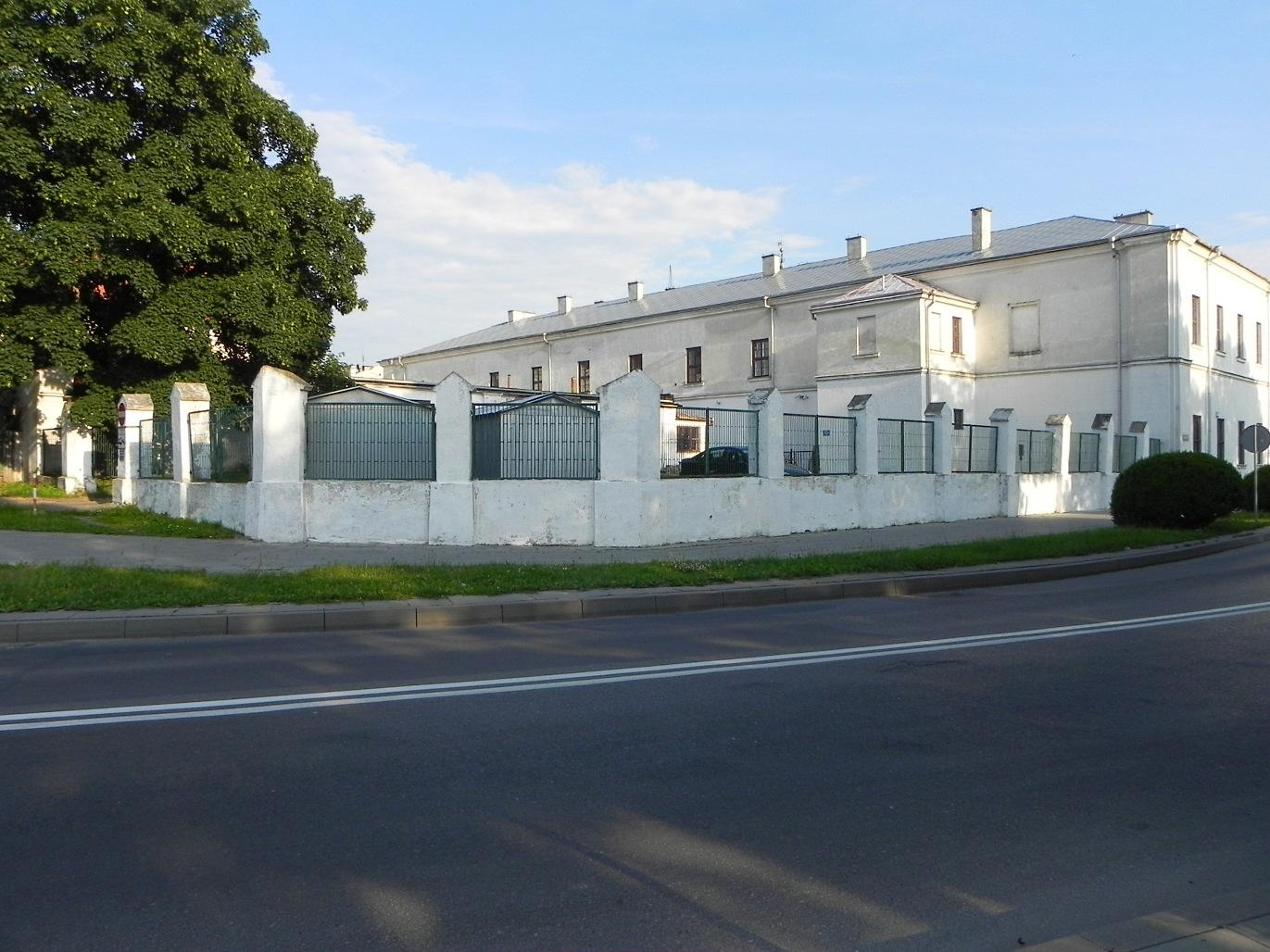
Teren pierwszego zoo współcześnie

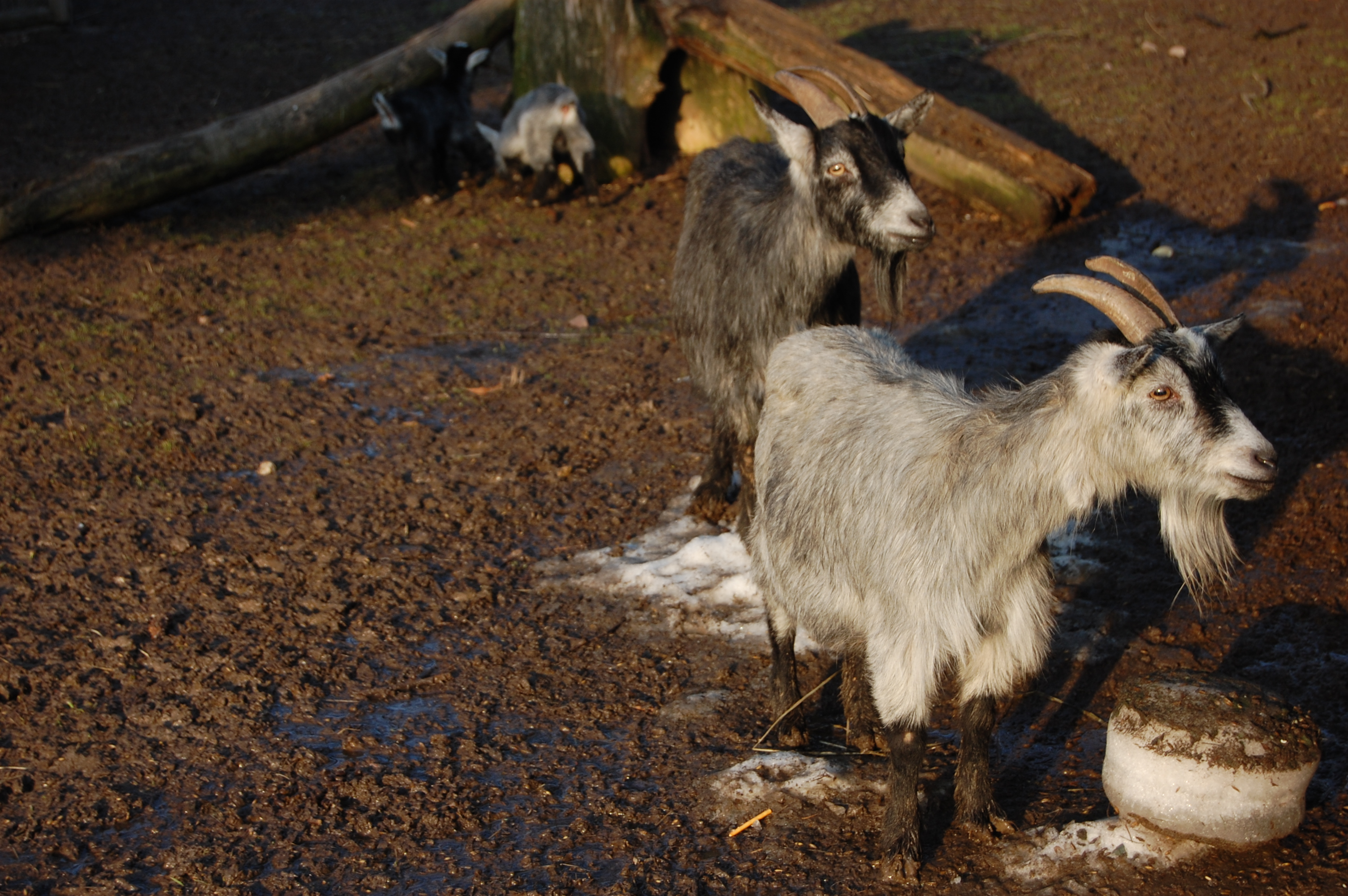
Kozy bezoarowe w zamojskim zoo

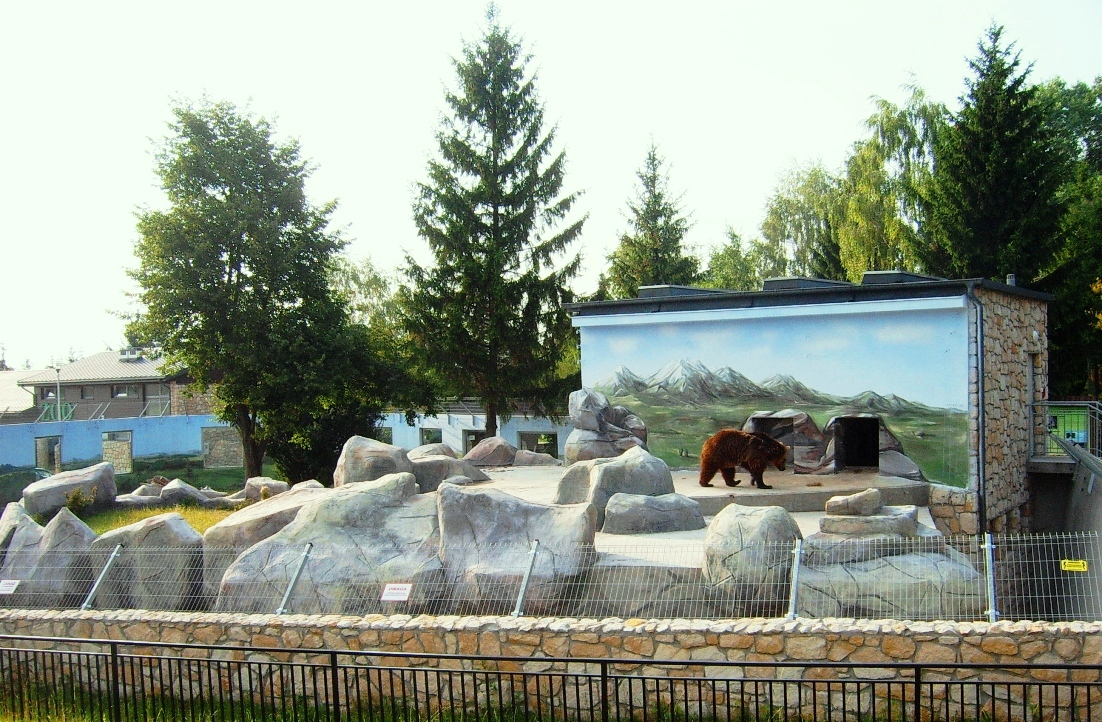
Nowy wybieg niedźwiedzic brunatnych

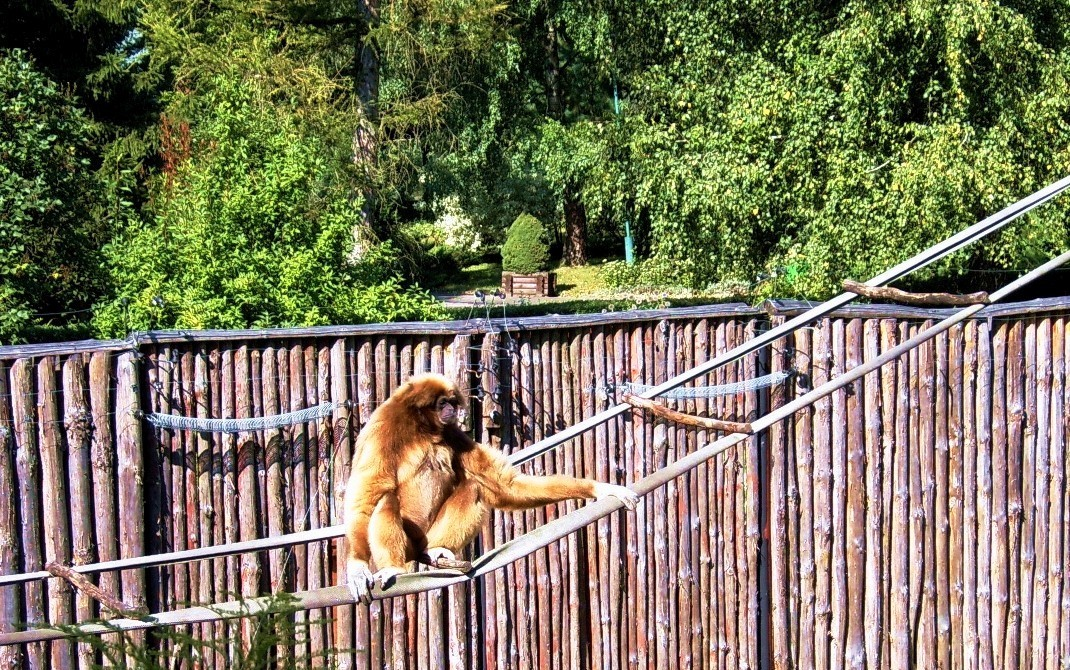
Gibon białoręki na wybiegu

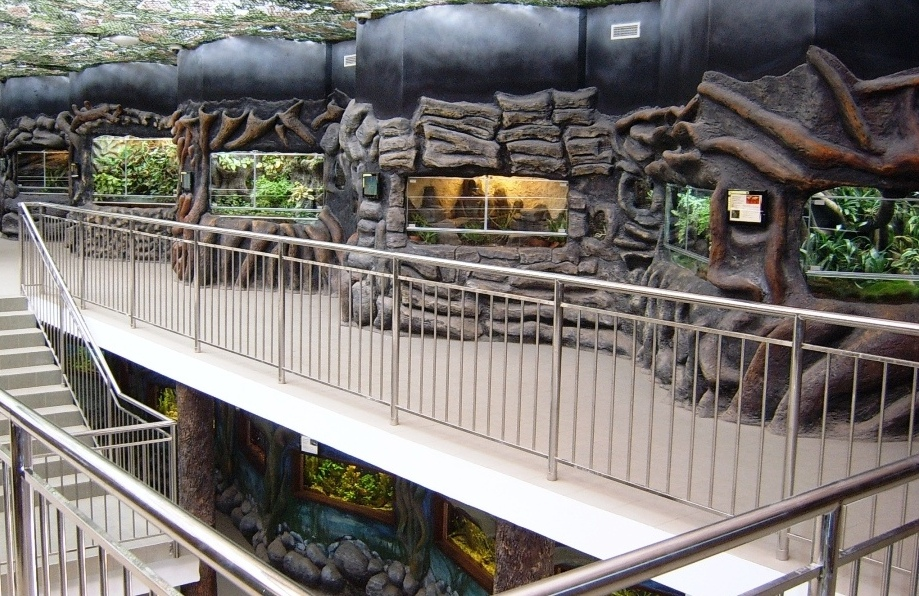
Wnętrze rozbudowanego pawilonu z drapieżnikami

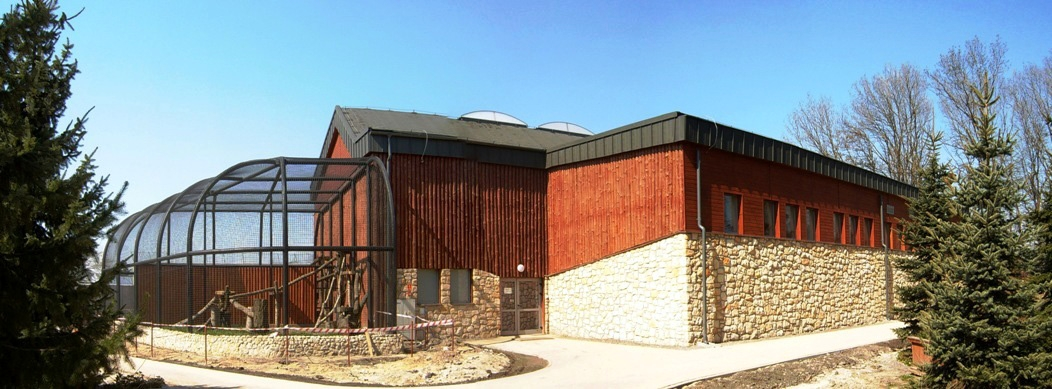
Wybieg dla pumy (po lewej) przy pawilonie z drapieżnikami

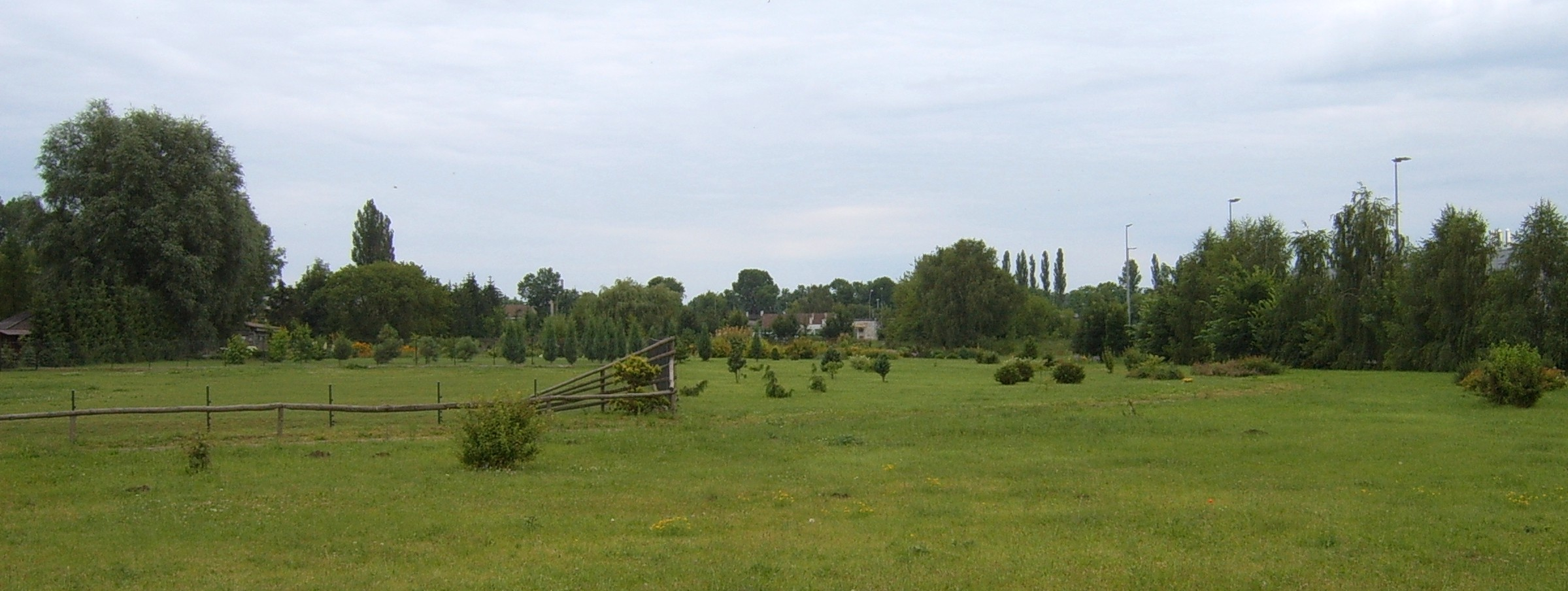
Część botaniczna

Początki ogrodu sięgają 1918 roku, gdy profesor biologii Stefan Miler założył przy Państwowym Męskim Gimnazjum w Zamościu, jakie mieściło się w budynku dawnej Akademii Zamojskiej, pierwszy w Polsce i jeden z nielicznych w Europie szkolnych ogrodów zoologicznych. Położony obok szkoły ogród zajmował 10 arów. Pierwszymi mieszkańcami zoo były żółwie i zaskrońce, które mieszkały w centralnej części „stawu” zrobionego z niewielkiego wózka, jakiego używa się w cukrowniach do przewożenia buraków. Pierwsza klatka dla wiewiórek powstała z austriackiej budki wartowniczej. 
W 1923 roku w zamojskim kinie „Stylowy”, gdzie odegrano sztukę Stanisława Młodożeńca, ówczesnego nauczyciela w zamojskim gimnazjum, odbyła się zbiórka pieniędzy, za które zbudowano ptaszarnię. Pierwszymi lokatorami ptaszarni była młoda kukułka i papuga oraz kupione w późniejszym okresie przepiórki, kokoszki wodne i derkacze. Z czasem w zoo pojawiły się m.in. susły, chomiki, króliki i przywieziony z Egiptu przez polskich lotników kameleon. Wilki, które podarował rolnik z Wołynia, początkowo swobodnie biegały po ogrodzie, bawiąc się z turystami. Wszystkie prace w ogrodzie wykonywali głównie uczniowie, np. Władysław Kasprowicz.
Jedzenie dla zwierząt było kupowane z prywatnych funduszy profesora oraz datków przyjaciół np. znanego filantropa Jana Zielińskiego. W 1927 roku zoo odwiedził prezydent RP Ignacy Mościcki. Od tego roku przez 3 lata ogród otrzymywał 10 000 zł dotacji z Ministerstwa Wyznań Religijnych i Oświecenia Publicznego. Za dotacje wybudowano m.in. cieplarnię, pomieszczenia dla niedźwiedzi i orła.
Pierwszy niedźwiedź kupiony za uzbierane przez młodzież pieniądze od Starego Zoo w Poznaniu zdechł po godzinnym pobycie w zoo (przyczyn nie ustalono). W 1928 roku kupiono drugiego niedźwiedzia z zoo w Hamburgu, którego nazwano „Miś”. W 1929 roku poznańskie zoo przysłało w darze 1,5-roczną niedźwiedzicę Basię. 17 stycznia jest świętem ogrodu. Od tego czasu co dwa lata przybywały młode, których łącznie było 30. Niedźwiadki sprzedawano do ogrodów zoologicznych m.in. w Belgii. W 1931 do zoo sprowadzono pierwszego lwa z Warszawy i nadano mu imię „War”, lecz po trzech latach zamieniono go na parę lwiątek, z którymi uwielbiał bawić się Bolesław Leśmian. W 1934 roku do ogrodu przybył ryś z Polesia, ulubieniec prof. Milera, który zabierał go na lekcje, gdzie zwierzę było bardzo spokojne.
Przed wybuchem II wojny światowej zoo w Zamościu otrzymało dwa okazałe lwy od ogrodu w Warszawie. Niedługo potem przyszło na świat ich potomstwo. Niestety pięć lwów padło w czasie wojny, gdy na ogród spadły dwie bomby.
Jadwiga Stoczkowska rozpoczęła pracę w zoo w 1973 roku po skończeniu studiów. Odeszła na emeryturę po 33 latach pracy. Przez ostatnich kilkanaście lat była ona dyrektorem i wicedyrektorem ogrodu. Do historii zoo przeszła także jako matka zastępcza wielu zwierząt. Jej ulubieńcem była wydra o imieniu Pan Wydrzycki. Lew Leon, dawniej wychowywany przez p. Stoczkowską, teraz na stałe mieszka w zoo i do dziś daje się pogłaskać mamie. Leon dwa razy uciekał z zoo. W Zamościu w starym ogrodzie do ucieczek dochodziło dość często. Uciekły m.in. zaskrońce, lisy, wilki, niedźwiedzie.
W roku 1980 ogród zoologiczny przeniesiono na nowy, znacznie większy teren przy ul. Szczebrzeskiej. 
W 2016 dzięki współpracy z ogrodem Batu Secret Zoo na Jawie w Indonezji, sprowadzono do Zamościa rzadko prezentowane w Europie łaskuny chińskie zwane sumatrzańskimi.

## Współcześnie
Obecnie zagospodarowana część ekspozycyjna zoo z budynkami, stawem i wybiegami dla zwierząt, zajmuje większość jego powierzchni po wschodniej stronie. Od niedawna jest tu także część botaniczna poświęcona roślinności (północno-zachodni fragment).
W roku 2008 pojawił się projekt znacznej przebudowy ogrodu o nazwie "Kompleksowy plan modernizacji i rozbudowy ZOO", obejmujący modernizację, nowe zagospodarowanie i powstanie wielu nowych obiektów. Już w roku 2009 uzyskano środki finansowe z Norweskiego Mechanizmu Finansowego w ramach opracowanego innego projektu, dzięki którym w zamojskim zoo zrealizowane zostały wybrane fragmenty wspomnianej modernizacji i rozbudowy, w tym m.in. pawilon drapieżników wraz z dużym wybiegiem na zewnątrz czy budynek wejściowy na cele edukacyjne.
Ponadto, w 2010 roku miasto otrzymało kolejne wsparcie finansowe z innego źródła (z funduszy europejskich w ramach RPO woj. lubelskiego) na dalsze, szerokiego zakresu prace kontynuujące modernizację (w tym powstanie zupełnie nowych obiektów) zamojskiego zoo, obejmujące m.in. pawilon z małpami i wybieg dla niedźwiedzi. Kolejnym etapem rozbudowy ZOO była budowa pawilonu z wybiegami dla żyraf i innych zwierząt Afryki (2013–2014) w zachodniej części, dotychczas nie udostępnianej zwiedzającym.

## Wyróżnienia
We wrześniu 2010 roku placówka została przyjęta do Europejskiego Stowarzyszenia Ogrodów Zoologicznych i Akwariów (EAZA).

## Dyrektorzy
- 1919–1957 – Stefan Miler,
- 1957–1963 – Tomasz Grabowski,
- 1963–1968 – Andrzej Jarkowski,
- 1968–1972 – Jerzy Tomaszewski,
- 1972–1999 – Czesława Leszczyńska,
- 1999–2006 – Jadwiga Stoczkowska,
- od 2006 – Grzegorz Garbuz.